# Geoffrey Sax
Geoffrey Paul Sax, talvolta accreditato come Geoff Sax (Barnet, 17 ottobre 1949), è un regista britannico.

## Biografia
Sax ha iniziato la sua carriera alla fine degli anni settanta, dirigendo episodi di diversi spettacoli a sketch come Cannon & Ball e End of Part One. In seguito ha lavorato in episodi di note serie televisive della BBC, tra cui Un asso nella manica e Lovejoy.
Ha lavorato per ITV in serie televisive come Spitting Image e The New Statesman. Per quest'ultima ha vinto nel 1991 un BAFTA Television Award per la migliore serie televisiva commedia. All'inizio degli anni novanta ha lavorato negli Stati Uniti, dirigendo film TV e miniserie per varie emittenti. La sua regia più nota di questi anni è quella del film TV Doctor Who, facente parte del franchise dell'omonima serie televisiva fantascientifica.
Nel 1998 Sax ha fatto ritorno nel Regno Unito, dove ha diretto due episodi della serie televisiva Clocking Off di Paul Abbott, trasmessa da BBC One. Nel 2001 ha diretto il film TV Othello, adattamento moderno dell'omonima tragedia di Shakespeare, interpretato da Eamonn Walker, Christopher Eccleston e Keeley Hawes. L'adattamento è stato sceneggiato da Andrew Davies, con il quale Sax ha lavorato nuovamente l'anno successivo dirigendo la miniserie televisiva in tre puntate Tipping the Velvet, interpretata da Rachael Stirling e basata sull'omonimo romanzo di Sarah Waters. Nel 2011 ha diretto il film TV Christopher and His Kind, interpretato da Matt Smith e basato sull'autobiografia di Christopher Isherwood. In queste ultime due fiction televisive il tema dominante è quello dell'amore omosessuale dei rispettivi protagonisti, la giovane cuoca e cameriera Nancy Astley in Tipping the Velvet e lo scrittore inglese Christopher Isherwood in Christopher and His Kind.
Sax ha fatto il suo debutto cinematografico nel 2005, dirigendo il film White Noise - Non ascoltate. Nell'estate del 2006 è uscito il suo secondo film, Stormbreaker, basato su un romanzo di Anthony Horowitz ed interpretato da Ewan McGregor e Alex Pettyfer. Nel 2010 è uscito il suo film drammatico Frankie & Alice, interpretato da Halle Berry e Stellan Skarsgård.

## Filmografia

### Cinema
- White Noise - Non ascoltate (White Noise) (2005)
- Stormbreaker (2006)
- Frankie & Alice (2010)

### Televisione
- Cannon & Ball – serie TV (1979)
- End of Part One – serie TV, 14 episodi (1979-1980)
- Messiah – film TV (1984)
- Spitting Image – serie TV (1984)
- The Disputation – film TV (1986)
- The New Statesman – serie TV, 15 episodi (1987-1990)
- Un asso nella manica (Bergerac) – serie TV, 4 episodi (1988-1990)
- Storyboard – serie TV, 1 episodio (1989)
- Sleepers – serie TV, 4 episodi (1991)
- Framed – serie TV, 4 episodi (1992)
- Lovejoy – serie TV, 2 episodi (1992-1993)
- Circle of Deceit – film TV (1993)
- Broken Trust – film TV (1995)
- Doctor Who – film TV (1996)
- Ruby Jean and Joe – film TV (1996)
- Van Helsing Chronicles – film TV (1997)
- Killer Net – serie TV (1998)
- Clocking Off – serie TV, 2 episodi (2000)
- Othello – film TV (2001)
- Widows – serie TV, 4 episodi (2002)
- Tipping the Velvet – miniserie TV, 3 puntate (2002)
- Margery and Gladys – film TV (2003)
- Christopher and His Kind – film TV (2011)
- Murder on the Home Front – film TV (2013)
- Blandings – serie TV, 3 episodi (2014)
- Endeavour – serie TV, 1 episodio (2014)